# ADORE (緑黄色社会のアルバム)
『ADORE』（アドーア）は、日本のポップ・ロック・バンドである緑黄色社会の2枚目のミニアルバム。2017年8月2日にHere, play pop!よりタワーレコード限定で発売された。前作『Nice To Meet You??』より約7か月ぶりのリリースで、バンドサウンドを前面に押し出した作品。かねてよりライブで演奏されていた楽曲を含む5曲が収録され、この5曲の歌詞とアレンジで「メンバーの理想や憧れ、やりたいこと」が表現されている。オリコン週間アルバムランキングでは最高位37位、オリコン週間インディーズアルバムランキングでは最高位3位を記録した。
2018年に発売された1枚目のフルアルバム『緑黄色社会』には、全5曲中3曲が収録された。

## 背景・リリース
2017年4月7日、愛知県にあるライブハウスell.FITS ALLで行なわれた初のワンマンライブ「緑黄色社会ワンマンライブ～Nice To Meet You??～」で、8月に新作CD（この時点ではタイトル未定）の発売と11月から12月にかけて東名阪ツアーを開催することを発表。6月8日、タイトルが「ADORE」であることと収録曲が発表され、アーティストビジュアルが公開された。
アルバムタイトル「ADORE」は「憧れ」「崇める」という意味を持つ英単語で、「メンバーの理想や憧れ、やりたいこと」が収録されている5曲の歌詞やアレンジで表現されている。「CINRA.net」のインタビューで、インタビュアーから“want”“キラキラ”“恋って”といった曲を聴くと、「恋愛」がモチーフとして重要なのかなと思ったんですけど、どうですか？と言われた長屋は恋愛も友情も家族愛も「人が集まる」という点で通ずるものがあり、当てはめ方は自由だという考えを示し、聴く人がそれを恋愛に当てはめるのか、友情に当てはめるのか。そこは、自由に捉えてくれたらいいなって思いますと答えている。

## 収録曲
| 全作詞: 長屋晴子。 |                    |           |          |      |
| #                  | タイトル           | 作詞      | 作曲     | 時間 |
| 1.                 | 「始まりの歌」     | 長屋晴子  | 長屋晴子 | 4:25 |
| 2.                 | 「want」           | 長屋晴子  | 長屋晴子 | 3:42 |
| 3.                 | 「キラキラ」       | 長屋晴子  | 長屋晴子 | 3:47 |
| 4.                 | 「恋って」         | 長屋晴子  | peppe    | 4:09 |
| 5.                 | 「それなりの生活」 | 長屋晴子  | 長屋晴子 | 5:41 |
| 合計時間:          | 合計時間:          | 合計時間: | 21:44    |      |

## 曲の解説

### 始まりの歌
「始まりの歌」は、緑黄色社会のライブの定番曲となっているポップアンセム。本作から3年前に完成したものの、「当時はもうちょっとかっこいい曲を作りたいなという時期だったので、今の自分たちには似合わない」ということからライブで数回演奏して以降は封印されていた。本作に収録にするにあたり、アレンジが大幅に変更された。曲中には小林との掛け合いパートが含まれており、長屋は小林の歌声を活かしたいことからこのパートを作ったと説明している。このほか曲全体で男女の声の割り振りを考えてコーラスワークを作るなど、声にフォーカスした曲として仕上げられている。
2017年6月30日に公式YouTubeチャンネルでミュージック・ビデオが公開された。監督はかとうみさと。
後に1枚目のフルアルバム『緑黄色社会』にも収録された。
発売後、スギヤマ薬品のCMソングや毎日放送『ミント!』のテーマソングとして使用され、2022年からは阪神タイガースの投手・才木浩人の登場曲、2023年度の名古屋テレビ放送（メ～テレ）『ドデスカ!』・『ドデスカ!ドようびデス。』・『ドデスカ!+』テーマ曲、2024年にはABEMA『今日、好きになりました。ニャチャン編』の主題歌として使用された。

### want
「want」は、願望を箇条書きにした歌詞を持つ楽曲で、長屋は結局シンプルな方が一番伝わりやすいと思ってと語っている。バッキングは当初エレクトリック・ギターで演奏していたが、「ロックな感じになりすぎた」ことからアコギで演奏することになった。

### キラキラ
「キラキラ」は、本作から2年前に完成した楽曲で、歌詞は人のすれ違いをテーマとしたもの。楽曲について長屋は「人と人がすれ違ってしまうことって、実は素晴らしいことだなと思って書いた曲」と語っている。小林は1Bの何も知らないくせに、って知らせなかっただけなのにねという歌詞に「当時の長屋の等身大の気持ち」が出ていると思ったという。
後に1枚目のフルアルバム『緑黄色社会』にも収録された。

### 恋って
「恋って」は、peppeによって作曲された楽曲で、「ライブで観客と一体感を出したいと思って、観客全員で手を叩くイメージから作った」ということから仮タイトルは「CLAP」。peppeによると「『Bitter』のような化学反応を期待して」歌詞を長屋に丸投げしたが、長屋はこれを感知しておらず当初のイメージとはかけ離れた歌詞となったとのこと。歌詞の主人公は女性会社員で、歌詞について長屋は「女性会社員が初めて恋をする感じ」と説明している。小林は長屋の書く歌詞について「最後にちゃんとオチがある」と評し、この曲の最後の「なんてね」という歌詞を挙げて今回のアルバムのタイトルでもある、理想や本当はこうしたいという願望みたいなものがオチになっているところがいいと思いましたと語っている。
後に1枚目のフルアルバム『緑黄色社会』にも収録された。2021年にABEMA『恋のコーチは元恋人』主題歌に採用された。

### それなりの生活
「それなりの生活」は、本作から4年前より演奏されている楽曲。長屋が弾き語りをする機会を得た際に、自分と向き合うかたちで作られた。長屋は「より素直に、自分に向き合って歌詞を書くようにになったきっかけの曲」としている。音源の初出は会場限定音源第3弾『リアリズム』で、全国流通盤への収録は本作が初となった。
本作に収録されるにあたって、アレンジが変更された。小林は「前回でいうと『丘と小さなパラダイム』的な立ち位置」としている。

## クレジット
※出典
緑黄色社会
- 長屋晴子 – Vocal & Guitar
- 小林壱誓 – Guitar & Chorus
- 穴見真吾 – Bass & Chorus
- peppe – Keyboards & Chorus

追加ミュージシャン
- 城戸紘志 – Drums（M1, M2, M4）
- 神谷洵平 – Drums（M3）
- 比田井修 – Drums（M5）

レコーディング・スタッフ
- Recording
  - 村上宣之 – Instruments（All） & Vocal（M1, M3, M4）
  - 原田孝一 – Vocal（M2, M5）

- 村上宣之 – Mixing
- 滝口 "Tucky" 博達 – Mastering
- 新井政俊 – Director

アートワーク
- いのうえよしひろ – Art Direction & Design
- オノツトム – Photographer
- よしだえりか – Stylist
- 鷲塚明寿美 – Hair & Make

## チャート成績
| チャート (2017年)                   | 最高位 |
| ----------------------------------- | ------ |
| 日本 (オリコン)                     | 37     |
| 日本 (オリコンインディーズアルバム) | 3      |

## 発売日一覧
| 国/地域 | 発売日        | レーベル          | 規格     | 規格品番      | 備考                                                                                         |
| ------- | ------------- | ----------------- | -------- | ------------- | -------------------------------------------------------------------------------------------- |
| 日本    | 2017年8月2日  | Here, play pop!   | CD       | HPP-1008      | タワーレコード限定発売                                                                       |
| 全国    | 2018年7月13日 | Sony Music Labels | 音楽配信 | ESXX01904B00Z | 前作『Nice To Meet You??』やフルアルバム『緑黄色社会』とともに収録曲全曲の配信が開始された。 |